# DellaMorte DellAmore
DellaMorte DellAmore, auch bekannt als Cemetery Man und Zombie Graveyard, ist ein Horrorfilm, der 1994 in Italien veröffentlicht wurde. Er basiert auf einer 1991 erschienenen gleichnamigen Novelle des italienischen Autors und Comicautors Tiziano Sclavi.

## Handlung
Francesco Dellamorte versieht seinen Dienst als Totengräber auf dem Friedhof der kleinen italienischen Stadt Buffalora, auf dem er auch in einer schäbigen Behausung wohnt. Dabei wird er von dem geistig zurückgebliebenen und unter ihm wohnenden Gnaghi unterstützt.
Das Besondere an diesem Friedhof ist, dass nach etwa sieben Tagen einige der frisch Bestatteten wieder aus den Gräbern als eine Art Zombies auferstehen. Francesco und Gnaghi sehen es als Teil ihrer Aufgabe, diese Wiedererstandenen durch einen Schuss in den Kopf oder Enthauptung endgültig in das Reich der Toten zu befördern.
Die Eintönigkeit dieses Tuns wird unterbrochen, als sich Francesco bei einer Beerdigung Hals über Kopf in eine junge Witwe verliebt, die gerade ihrem verstorbenen und deutlich älteren Gatten die letzte Ehre erweist.
Nach zunächst erotischen Szenen, die im Beinhaus des Friedhofs spielen, wird der Liebesakt auf dem Grab des verstorbenen Mannes der Witwe fortgesetzt. Dieser erhebt sich dabei jedoch als Zombie aus dem Grab und verwundet die Witwe, die in Francescos Armen stirbt. Francesco bahrt seine Geliebte im Beinhaus auf und wartet darauf, dass sie nach sieben Tagen wieder aufersteht, um sie wie alle anderen auch endgültig in das Totenreich zu schicken. Und tatsächlich, sie ersteht wieder und wird von Francesco durch einen Schuss endgültig getötet.
Francesco verfällt in schwere Depressionen, die noch dadurch verstärkt werden, dass nach weiteren sieben Tagen seine Geliebte nochmals vor ihm steht. Er muss also feststellen, dass sie beim ersten Male nicht wirklich tot, sondern nur scheintot war, und dass er selbst es war, der sie getötet hat.

## Kritik
Das Lexikon des internationalen Films bezeichnete den Film als einen „blutige[n], aber wohl für Fans recht amüsante[n] Horrorfilm mit guten Darstellern und einer gehörigen Portion rabenschwarzen Humors.“

## Sonstiges
Die deutsche Dark-Metal-Gruppe Eisregen verwendete 2001 auf ihrem Album Farbenfinsternis bei den Liedern Dein Blut und Ein Jahr im Leben des Todes Samples aus dem Film als Intro.